# Cerophytum convexicolle
Cerophytum convexicolle is een keversoort uit de familie spinthoutkevers (Cerophytidae). De wetenschappelijke naam van de soort werd in 1866 gepubliceerd door John Lawrence LeConte.